# Solaure en Diois
Solaure en Diois – gmina we Francji, w regionie Owernia-Rodan-Alpy, w departamencie Drôme. W 2013 roku liczba ludności na terenie obecnej gminy wynosiła 463 mieszkańców. 
Gmina została utworzona 1 stycznia 2016 roku z połączenia dwóch wcześniejszych gmin: Aix-en-Diois oraz Molières-Glandaz. Siedzibą gminy została miejscowość Aix-en-Diois.